# 蘇必利爾鎮區 (密歇根州契皮瓦縣)
蘇必利爾鎮區（英語：Superior Township）是位於美國密西根州契皮瓦縣的一個行政鎮區。

## 地方資料
蘇必利爾鎮區的面積為271.10平方千米，當中陸地面積為266.70平方千米，而水域面積為4.40平方千米。根據2020年美國人口普查的數據，當地共有人口1327人，而人口密度為每平方千米4.89人。